# Нижні Яригіни
Нижні Яри́гіни (рос. Нижние Ярыгины) — присілок у складі Орічівського району Кіровської області, Росія. Входить до складу Істобенського сільського поселення.
Населення становить 30 осіб (2010, 35 у 2002).
Національний склад станом на 2002 рік — росіяни 100 %.